# Myoviridae
Myoviridae era una família de bacteriòfagsde l'ordre Caudoviricetes. La família Myoviridae i l'ordre Caudoviricetes s'han abolit, incorporant-se al terme myovirus que s'utilitza ara per referir-se a la morfologia dels virus d'aquesta antiga família. Els bacteris i els arqueus serveixen com a hostes naturals. Hi havia 625 espècies en aquesta família, assignades a vuit subfamílies i 217 gèneres.
Inclou els següents gèneres:
- Emmerichvirinae
- Eucampyvirinae
- Gorgonvirinae
- Ounavirinae
- Peduovirinae
- Tevenvirinae
- Twarogvirinae
- Vequintavirinae